# Clathrina clathrus
Espèce
Clathrina clathrus est une espèce d'éponges vivant dans la mer Méditerranée sous des roches dures, coquilles, etc. C'est un animal sessile (fixé sur le substrat), qui n'a pas de sang, et dont la stratégie de reproduction est la viviparité.
Elle se nourrit de bactéries, d'organismes unicellulaires et d'algues : elle est suspensivore.